# Michelle Di Russo
Michelle Di Russo (Argentina, 1990) es una música y directora de orquesta argentino-italiana, afincada en Estados Unidos.
Es directora asociada de la Sinfónica de Carolina del Norte.También es cofundadora de Girls Who Conduct ("Chicas Que Dirigen (La Orquesta)"), una iniciativa que promueve la igualdad de género en la dirección.

## Biografía
Di Russo nació en Argentinade padres italianos.Se licenció en Dirección de Orquesta y Producción Musical de Medios Audiovisuales en la Pontificia Universidad Católica Argentina.Se mudó a los Estados Unidos en 2015, donde obtuvo una Maestría en Música en Dirección de Orquesta de la Universidad de Kentucky y un Doctorado en Dirección de Orquesta de la Universidad Estatal de Arizona.
Di Russo ha recibido múltiples becas: la beca Freeman Conducting Fellowship en el programa Project Inclusion 2020-2021 de Chicago Sinfonietta;una beca para el Dallas Opera Hart Institute 2021;y la beca Dudamel Fellowship para la temporada 2023-2024 con la Filarmónica de Los Ángeles.
En 2021, Di Russo se unió a la Sinfónica de Carolina del Norte como Directora Asistente,y en 2022, fue promovida a Directora Asociada.También fue la Directora Interina de Orquestas en Cornell para la temporada 2021-2022.En 2023, Di Russo fue la primera directora feminina en dirigir la Orquesta Sinfónica de Delaware en varias décadas.En 2024, Di Russo fue nombrado Director Asociado de la Orquesta Sinfónica de Fort Worth.